# بیکر تیلی
بیکر تیلی (انگلیسی: Baker Tilly) شرکت خدمات حرفه‌ای بریتانیایی است، که در سال ۱۹۸۸ تأسیس شد.
بیکر تیلی اینترنشنال یک شبکه بین‌المللی مشاوره و حسابداری عمومی مستقر در لندن، بریتانیا است. این شرکت در حال حاضر ششمین شرکت بزرگ مشاوره حسابدار رسمی در ایالات متحده و نهمین شبکه بزرگ حسابداری در جهان از نظر درآمد با ۴۳۰۰۰ نفر در ۷۰۰ دفتر در ۱۴۳ منطقه با درآمد جهانی ترکیبی ۵.۶ میلیارد دلار آمریکا است.
بیکر تیلی از شرکت‌های عضو شرکت بیکر تیلی اینترنشنال لیمیتد، یک شرکت بریتانیایی با مسئولیت محدود با ضمانت، تشکیل شده است. این شبکه از نظر جغرافیایی در چهار منطقه فعالیت می‌کند: آسیا و اقیانوسیه؛ اروپا، خاورمیانه و آفریقا؛ آمریکای لاتین؛ و آمریکای شمالی. هر منطقه دارای یک رئیس است که توسط هیئت بین‌المللی منصوب می‌شود و رهبری یک شورای مشورتی را که توسط اعضای آن منطقه انتخاب می‌شود، بر عهده دارد.